# Filipinomysz podniebna
Filipinomysz podniebna (Apomys hylocoetes) – gatunek ssaka z podrodziny myszy (Murinae) w obrębie rodziny myszowatych (Muridae), występujący endemicznie na Filipinach. 

## Zasięg występowania
Filipinomysz podniebna występuje endemicznie na wyspie Mindanao należącej do Filipin, gdzie zarejestrowano ją w kilku miejscach w paśmie górskim Kitanglad oraz na górze Apo; prawdopodobnie występuje też w pasmach Kamangkil-Lumut, które rozciągają się do prowincji Lanao del Sur. 

## Taksonomia
Gatunek po raz pierwszy zgodnie z zasadami nazewnictwa binominalnego opisał w 1905 roku amerykański ornitolog i przyrodnik polowy Edgar Alexander Mearns, nadając mu nazwę Apomys hylocoetes. Holotyp pochodził z góry Apo, na wysokości 6000 ft (1829 m), w południowej części Mindanao, w Filipinach. 
Apomys hylocoetes należy do podrodzaju Apomys. Oryginalna pisownia hylocoetes pochodzi z greki i nie może być modyfikowana, dlatego powszechnie używana nazwa hylocetes została zmieniona na oryginalną. Dowody molekularne sugerują, że A. hylocoetes wykazuje szczególne pokrewieństwo z A. insignis z Mindanao, A. camiguinensis z Camiguin oraz nieopisanymi gatunkami z Bohol, Leyte, Samar i Biliran. Sekwencje mitochondrialne nie odróżniają A. hylocoetes od gatunku sympatrycznego A. insignis z gór Kitanglad, być może z powodu introgresji lub wychwytywania mitochondriów, ponieważ oba gatunki różnią się znacznie kariotypem (2n = 48 i FN = 56 dla hylocoetes oraz 2n = 36 i FN = 36 dla insignis); sympatryczność między oba gatunkami występuje również na górze Apo. Taksonomia A. hylocoetes wymaga dokładniejszych badań. Autorzy Illustrated Checklist of the Mammals of the World uznają ten takson za gatunek monotypowy.

### Etymologia
- Apomys: Apo, Mindanao, Filipiny; μυς mus, μυος muos „mysz”[11].
- hylocoetes: gr. ὑλη hulē „teren lesisty, las”[12]; οικητης oikētēs „mieszkaniec”, od οικεω oikeō „mieszkać”[13].

## Morfologia
Długość ciała (bez ogona) 111–115 mm, długość ogona 120–150 mm, długość ucha 18–22 mm, długość tylnej stopy 29–34 mm; masa ciała 33–45 g. 

## Ekologia
Jest spotykana od 1900 do 2800 m n.p.m. Przypuszczalnie zasięg jest większy.
Jest to gatunek wszystkożerny, rzadko spotykany w pierwotnych lasach górskich około 1900 m n.p.m., ale pospolity w pierwotnych lasach mglistych pomiędzy 2250 a 2800 m n.p.m. Występuje naturalnie także w środowisku zaburzonym przez osuwiska.

## Populacja
Filipinomysz podniebna jest uznawana za gatunek najmniejszej troski. Wylesianie nie dotyka jej ze względu na występowanie na dużych wysokościach. Grożą jej natomiast pożary. Występuje w obszarach chronionych.